# Jönköpings Kristina distrikt
Jönköpings Kristina distrikt är ett distrikt i Jönköpings kommun och Jönköpings län. 
Distriktet ligger i östra delen av Jönköping. 

## Tidigare administrativ tillhörighet
Distriktet inrättades 2016 och utgörs av en del av området som till 1971 utgjorde Jönköpings stad.
Området motsvarar den omfattning Jönköpings Kristina församling hade vid årsskiftet 1999/2000 och som den fick 1960.